# Långt farväl
Långt farväl (engelska: The Long Goodbye) är en satirisk noirfilm från 1973, regisserad av Robert Altman.
Filmen är en filmatisering av Raymond Chandlers roman med samma namn från 1953, fast med handlingen istället förlagd till 1970-talet. Privatdetektiven Philip Marlowe anlitas av Eileen Wade för att hitta sin alkoholiserade make Roger, som ofta försvinner utan förklaring.
Arnold Schwarzenegger förekommer i en mindre filmroll, en av sina första filmframträdanden.

## Rollista (i urval)
| Elliott Gould     | – Philip Marlowe |
| Nina van Pallandt | – Eileen Wade    |
| Sterling Hayden   | – Roger Wade     |